# Algensiella boitanii
Algensiella boitanii is een eenoogkreeftjessoort uit de familie van de Ancorabolidae. De wetenschappelijke naam van de soort is voor het eerst geldig gepubliceerd in 1987 door Cottarelli & Baldari.